# Heinz Ströer
Heinz Ströer (* 17. Juli 1919 in Bärringen, Tschechoslowakei; † 1993) war ein deutscher Verwaltungsjurist.

## Leben und Wirken
Ströer stammte aus dem tschechischen Teil des Erzgebirges. Er studierte Rechtswissenschaften an der Deutschen Universität in Prag. Nach 1945 musste er die Tschechoslowakei verlassen und kam nach München, wo er Angestellter bei der US-Armeeverwaltung wurde.
In den Jahren von 1951 bis 1955 war er in einer Anwaltskanzlei in München tätig, in dieser Zeit setzte er sein kriegsbedingt unterbrochenes Jurastudium an der Universität München fort und brachte es zum Abschluss. Daraufhin wurde er Beamter im Bayerischen Staatsministerium für Arbeit und Sozialordnung.
1980 wurde er als bisheriger Ministerialdirigent von der Bayerischen Staatsregierung zum Ministerialdirektor und damit zum leitenden Beamten im Bayerischen Staatsministerium für Arbeit und Sozialordnung in München befördert. Damit war er auch gleichzeitig zuständig für Aufgaben dieses Ministeriums in Zusammenhang mit der Übernahme der Schirmherrschaft des Freistaates Bayern über die Sudetendeutschen.

## Publikationen (Auswahl)
- Die soziale Rentenversicherung. 1. Januar 1970. Deutscher Taschenbuchverlag, [München], 1970.
- Die soziale Krankenversicherung. 1. Februar 1971. Deutscher Taschenbuchverlag, [München], 1971.
- Die soziale Rentenversicherung. 15. Oktober 1971. Deutscher Taschenbuchverlag, [München], 1971.
- Die soziale Rentenversicherung. 1. Januar 1973. Deutscher Taschenbuchverlag, [München], 1973.
- Die soziale Rentenversicherung. 1. Juli 1976. Deutscher Taschenbuchverlag, [München], 1976.

## Ehrungen
- 1979: Verdienstkreuz 1. Klasse des Verdienstordens der Bundesrepublik Deutschland
- 1990: Großes Verdienstkreuz des Verdienstordens der Bundesrepublik Deutschland